# ? (album của Bersuit)
? là album thứ chín của ban nhạc rock Argentina Bersuit Vergarabat. Album được thu âm từ tháng 7 đến tháng 10 năm 2007, và được Pussyfoot Records phát hành vào ngày 18 tháng 12 năm 2007.

## Danh sách bài hát
| STT | Nhan đề                                   | Sáng tác                                                              | Thời lượng |
| --- | ----------------------------------------- | --------------------------------------------------------------------- | ---------- |
| 1.  | "Laten Bolas [Beat Balls]"                | Cordera, Céspedes, Matín, Subirá, Rigui, Verenzuela, Suarez, Sbarbati | 3:50       |
| 2.  | "De Ahí Soy Yo [From There I Am]"         | Cordera, Martín, Céspedes, Alarcón                                    | 5:26       |
| 3.  | "Mi Vida [My Life]"                       | Cordera, Martín, Alarcón, Céspedes                                    | 3:03       |
| 4.  | "Ebrio De Sinrazón [Drunk With Unreason]" | Verenzuela                                                            | 4:00       |
| 5.  | "Rebelión [Rebellion]"                    | Cordera, Céspedes                                                     | 3:43       |
| 6.  | "Humor Linyera [Bum Mood]"                | Subirá                                                                | 3:32       |
| 7.  | "Siempre Lo Mismo [Always The Same]"      | Cordera, Céspedes                                                     | 5:11       |
| 8.  | "Luna Hermosa [Beautiful Moon]"           | Subirá, Verenzuela                                                    | 3:16       |
| 9.  | "El Lechero [The Milkman]"                | Cordera, Céspedes                                                     | 4:02       |
| 10. | "No Me Paranoiqueen"                      | Cordera, Céspedes                                                     | 4:15       |
| 11. | "Ansiando Libertad [Longing For Freedom]" | Cordera                                                               | 4:21       |
| 12. | "El Guerrero [The Warrior]"               | Cordera, Martín, Subirá, Céspedes                                     | 4:55       |

## Đội ngũ sản xuất
- Gustavo E. Cordera – hát chính
- Alberto Verenzuela – guitar, hát
- Oscar Humberto Righi – guitar
- Carlos E. Martín – trống
- Rene Isel Céspedes – bass, hát đệm
- Daniel Suárez – hát đệm
- Germán Sbarbatti – hát đệm
- Juan Subirá – organ